# Raymond Etherington-Smith
Raymond Broadley Etherington-Smith (født 11. april 1877, død 19. april 1913) var en britisk roer, som deltog i OL 1908 i London.
Etherington-Smith var uddannet fra Radley College og derpå Trinity College ved Cambridge University. Inden han begyndte på universitetet roede han for London Rowing Club og var en del af denne klubs otter. Via Cambridge blev han en del af Leander Club og var med til at vinde over et amerikansk hold i 1901 samt andre meriterende sejre. Han roede for Cambridge mod Oxford i flere omgange, og han stillede sammen med andre Oxford- og Cambridge-roere op for Leander Club til OL 1908.
Leander Club-bådens besætning bestod derudover af Frederick Kelly, Albert Gladstone, Henry Bucknall, Banner Johnstone, Charles Burnell, Ronald Sanderson, Guy Nickalls og Gilchrist MacLagan (styrmand) samt fem reserver, der ikke kom i kamp. Syv både var tilmeldt, men italienerne stillede ikke op. To af bådene, den belgiske fra Royal Club Nautique de Gand og en ren Cambridge-båd fra Storbritannien, var seedet og gik direkte i semifinalen, mens Leander Club-båden og en canadisk båd, Toronto Argonauts, sikrede sig pladser i semifinalen med sejr i to indledende heats. I semifinalen vandt Leander over Toronto, mens Gand besejrede Cambridge, og de to vindere mødte derpå hinanden i finalen. Her lagde Leander sig i spidsen, men efter 2/3 af distancen bragte Gand sig på linje med Leander. Anstrengelserne med at indhente konkurrenten havde dog kostet så mange kræfter, at belgierne måtte slippe igen, så Leander Club kunne sikre sig guldet med to længders forspring. Nickall er med guldet den ældste olympiske mester i roning i historien.
Etherington-Smith var uddannet læge, men under operationen af en patient med koldbrand i lungen pådrog han sig bughindebetændelse, hvilket kostede både ham og patienten livet.